# Маргит Кристијан
Маргит Кристијан-Прентич (1913 — 2008) била је југословенска мачевалка која се такмичила у борбама флоретом, учесница Летњих олимпијских игара 1936. и вишеструка државна првакиња. Била је члан Мачевалачког клуба „Обилић из Зрењанина, који је неколико пута мењао име. Данас се ове Омладинац.

## Биографија
Маргит Кристијан (1913—2008) рођена је у Велики Бечкереку. Спортом се почела бавити кад је имала 10 година. Њен отац Еуген Кристијан који се 1908. доселио у Велики Бечкерек као професор фискултуре у гимназији, следеће године отварио је школу мачевања за почетнике и опредељује се за тренерски посао. Тако је он увео своју кћер у свет мачевања. Касније је у Будимпешти постала ученица једне од најпознатијих школа мачевања „Сантели“, где се усавршава до такмичарског нивоа.
Маргит је имала и другу спортску љубав - атлетику. У току свог боравка у Будимпешти бавла се атлетиком и постизала запажене резултате. На незваничном такмичењу бацила је копље боље од тадашњег мађарског рекорда. После три недеље тренинга бацила је копље 36 метара, а тадашњи светски рекорд је износио 46 метара. Да се због породичних проблема, после 6. месеци није морала вратити у Бечкерек, можда би се бавила атлетиком.
На државном првенству 1930. у Суботици, са непуних 17 година Маргит Кристијан осваја прво месту у мачевању. Истовремено њен отац постао је апсплутни првак победивши у сва три оружја (мачу, сабљи и флорету).
Када је 1936. освојила, седми пут заредом, првенство државе, квалификовала се за одлазак на Летње олимпијске игре 1938. у Берлину. Заједно са Ивком Тавчар, биле су прве репрезентативке Југославије у мачевању на олимпијским играма. Тавчарова је испала у предтакмичењу, а Маргиз Кристијан, је прошла у четвртфинале.
У другој групи четвртфинала такмичила се са још пет мачевалки. У току такмичења жалила се централном судијском жирију због лошег суђења. Жири је усвојио жалбу и заменио судије, али то није помогло да се квалификује у полуфинале. И поред пораза Маргит Кристијан је до данашњих дана (2016) најбоље пласирана (све остале су испадале у квалификацијама) државна мачевалка на олимпијским играма.
После Другог светског рата, поред активног учешћа на такмичењима, преузела је тренерски посао покојног оца и своје искуство преносила на младе нараштаје. У периоду од 1947-1952 осваја још 4 првенства Југославије (укупно 13) и једно другом место.
Такмичарску каријеру завршила је 1956. Радила је као наставник физичког и мачевалачки тренер.
Пензионисала се 1976. и одселила у породичну кућу у Малом Иђошу, где је и умрла 2008.

## Олимпијски резултати
Мачевање на Летњим олимпијским играма 1936.
Маргит Кристијан је била у другој групи са још 6 такмичарки. Заузимањем трећег места пласирала се у четвртфинале.

### Прво коло, 2. група
| Противник          | Земља                | Резултат |
| ------------------ | -------------------- | -------- |
| Ненси Арчибалд     | Канада               | 5 : 3    |
| Betty Arbuthnott   | Уједињено Краљевство | 5 : 3    |
| Берит Гранквист    | Шведска              | 5 : 3    |
| Хилда фон Птукамер | Бразил               | 5 : 2    |
| Ерна Боген-Богати  | Мађарска             | 4 : 5    |
| Хелене Мајер       | Немачка              | 1 : 5    |

| #   | Име                | Земља                | ПОБ | ПОР | ТД | ТП | Бел. |
| --- | ------------------ | -------------------- | --- | --- | -- | -- | ---- |
| 1.  | Хелене Мајер       | Немачка              | 6   | 0   | 30 | 6  | КВ   |
| 2.  | Ерна Боген-Богати  | Мађарска             | 5   | 1   | 27 | 18 | КВ   |
| 3.  | Маргит Кристијан   | Југославија          | 4   | 2   | 25 | 21 | КВ   |
| 4.  | Хилда фон Птукамер | Бразил               | 3   | 3   | 19 | 20 | КВ   |
| 5.  | Берит Гранквист    | Шведска              | 2   | 4   | 20 | 26 |      |
| =6. | Betty Arbuthnott   | Уједињено Краљевство | 0   | 5   | 12 | 25 |      |
| =6. | Ненси Арчибалд     | Канада               | 0   | 5   | 8  | 25 |      |

Маргит Кристијан је била у другој четвртфиналној групи са још 5 такмичарки. Заузимањем петог места није успела да се пласира у полуфинале.

### Четвртфинале, 2. група
| Противник           | Земља                | Резултат |
| ------------------- | -------------------- | -------- |
| Елен Милер-Прајс    | Немачка              | 0 : 5    |
| Џуди Гинис Пен-Хјуз | Уједињено Краљевство | 1 : 5    |
| Олга Елкерс         | Немачка              | 2 : 5    |
| Грете Олсен         | Данска               | 4 : 5    |
| Адел Кристијанс     | Белгија              | 5 : 2    |

| #  | Име                 | Земља                | ПОБ | ПОР | ТД | ТП | Бел. |
| -- | ------------------- | -------------------- | --- | --- | -- | -- | ---- |
| 1. | Елен Милер-Прајс    | Немачка              | 5   | 0   | 25 | 11 | КВ   |
| 2. | Џуди Гинис Пен-Хјуз | Уједињено Краљевство | 4   | 1   | 24 | 19 | КВ   |
| 3. | Олга Елкерс         | Немачка              | 3   | 2   | 23 | 16 | КВ   |
| 4. | Грете Олсен         | Данска               | 2   | 3   | 19 | 22 |      |
| 5. | Маргит Кристијан    | Југославија          | 1   | 4   | 13 | 22 |      |
| 6. | Адел Кристијанс     | Белгија              | 0   | 5   | 12 | 25 |      |